# 최성지
최성지(崔誠之, 1265년 ∼ 1330년)는 고려의 문신, 정치인이다. 본관은 전주(全州), 자는 순부(純夫), 호는 송파(松坡), 시호는 문간(文簡)이다.

## 생애
최성지는 평장사(平章事) 최보순(崔甫淳)의 4세손으로 부친은 최비일(崔毗一)이다. 충렬왕 때 과거에 급제하고 외직으로 계림관기(鷄林管記)가 되었다가, 내직에 들어와 사한(史翰)의 직을 거쳐 춘궁(春宮)의 요속(寮屬)이 되었다. 충선왕을 따라 원나라에 들어갔는데, 충선왕이 무종(武宗)을 옹립할 때 협력하여 지감찰사사(知監察司事)에 임명되었다. 충렬왕이 죽고 충선왕이 복위하자 동지밀직사사 대사헌(同知密直司事大司憲)·첨의평리(僉議評理) 등을 거쳐 찬성사에 올랐고, 추성양절공신(推誠亮節功臣)·광양군(光陽君)에 봉해졌다.
1320년(충숙왕 7) 충선왕이 티베트에서 귀양살이를 할 때 원나라에 있으면서도 왕을 시종하지 않아 비난을 받았다. 그러나 1321년과 1322년에 걸친 오잠(吳潛)·유청신(柳淸臣)의 제2차 입성책동(立省策動)에는 김정미(金廷美, 김이)·이제현(李齊賢) 등과 함께 원(元)의 도성(都省)에 글을 올려 그 의논을 중지하도록 하였다.
충선왕이 원나라에 머무를 때 역수(曆數)가 정밀함을 보고 그에게 내탕금(內帑金)을 내려 수시력(授時曆)을 배워 귀국하게 하였다.
1324년 관직에서 물러나 7년간 한적한 생활을 보내다 별세하였다.

## 작품
방우선(方于宣) 학사가 방문한 데 사례하여 부침[寄謝方于宣學士見過]이라는 제목의 시를 남겼다.
문을 지키는 사환애가 미련하기 목석 같아 / 應門僮僕頑如木
그릇 명공으로 하여금 흥이 다해 돌아가게 하였네 / 誤使明公興盡廻
돌아가는 행장을 끌어 잡지 못하여 / 踏襪歸鞍攀未得
이제 와서 이 가슴을 헤쳐 풀기 어려워라 / 至今胸臆撥難開